# Cantone di Crozon
Il Cantone di Crozon è una divisione amministrativa dell'arrondissement di Châteaulin.
A seguito della riforma approvata con decreto del 13 febbraio 2014, che ha avuto attuazione dopo le elezioni dipartimentali del 2015, è passato da 7 a 18 comuni.

## Composizione
I 7 comuni facenti parte prima della riforma del 2014 erano:
- Argol
- Camaret-sur-Mer
- Crozon
- Landévennec
- Lanvéoc
- Roscanvel
- Telgruc-sur-Mer

Dal 2015 i comuni appartenenti al cantone sono i seguenti 18:
- Argol
- Camaret-sur-Mer
- Cast
- Châteaulin
- Crozon
- Dinéault
- Landévennec
- Lanvéoc
- Ploéven
- Plomodiern
- Plonévez-Porzay
- Port-Launay
- Quéménéven
- Roscanvel
- Saint-Coulitz
- Saint-Nic
- Telgruc-sur-Mer
- Trégarvan